# Sito archeologico della banchina di Valongo
Il sito archeologico della banchina di Valongo è un vecchio molo situato nella zona portuale di Rio de Janeiro, tra le attuali vie Coelho e Castro e Sacadura Cabral.
Costruita nel 1811, fu il luogo di sbarco e commercio degli schiavi africani fino al 1831, con il blocco dell'Africa che vietava la tratta atlantica degli schiavi africani in Brasile (ma il commercio clandestino continuò fino al 1888). Durante i vent'anni della sua attività sbarcarono a Valongo tra i 500.000 e il milione di schiavi. Il Brasile ricevette circa 4,9 milioni di schiavi attraverso il commercio atlantico.
Nel 1843 il molo fu ristrutturato per lo sbarco della Principessa Teresa Cristina di Borbone-Due Sicilie, che doveva sposare l'imperatore D. Pedro II. Il molo fu quindi chiamato Cais da Imperatriz (Molo dell'Imperatrice).
Tra il 1850 e il 1920, l'area intorno al vecchio molo divenne uno spazio occupato da schiavi neri o liberti di diverse nazioni, un'area che Heitor dos Prazeres chiamò Pequena África (Piccola Africa).

## Storia
Fino alla metà degli anni 1770, gli schiavi sbarcavano a Praia do Peixe, ora chiamata Praça 15, e venivano venduti in Rua Direita (oggi Rua 1º de Março), nel centro di Rio de Janeiro, in bella vista. Nel 1774, una nuova legislazione stabilì il trasferimento di questo mercato nella regione di Valongo, su iniziativa del secondo marchese di Lavradio, Dom Luís de Almeida Portugal Soares de Alarcão d'Eça e Melo Silva Mascarenhas, viceré del Brasile, allarmato per "La terribile usanza che non appena i neri sbarcano in porto dalla costa africana, entrano in città attraverso le principali vie pubbliche, non solo carichi di innumerevoli malattie ma anche nudi".
Il mercato fu trasferito, ma il molo non era ancora costruito, e l'alternativa era sbarcare gli schiavi alla dogana e mandarli subito in barca a Valongo, da dove sarebbero saltati direttamente sulla spiaggia. Nel 1779 la tratta degli schiavi si stabilì definitivamente nella zona di Valongo, dove raggiunse il suo apice tra il 1808 con l'arrivo della famiglia reale portoghese, e il 1831, quando fu bandita la tratta degli schiavi verso il Brasile, che venne poi svolta clandestinamente.
Dal 1808 il traffico raddoppiò, in seguito alla crescita della città che, dopo il trasferimento della corte portoghese in Brasile, passò da 15.000 a 30.000 abitanti. Tuttavia, solo nel 1811 fu costruito il molo e l'approdo avvenne direttamente sul Valongo. Dal 1811 al 1831 vi sbarcarono tra 500.000 e un milione di schiavi. Alla fine degli anni 1820, la tratta degli schiavi in Brasile era al suo apice. Rio de Janeiro era allora un importante avamposto commerciale di schiavi, e Valongo era la principale porta d'ingresso per i neri dall'Angola, dall'Africa orientale e centro-occidentale, mentre a Maranhão e Bahia le navi provenivano rispettivamente dalla Guinea e dall'Africa occidentale.
Nel 1831 la tratta transatlantica degli schiavi fu bandita, su pressione dell'Inghilterra, e Valongo fu chiusa. I trafficanti organizzarono poi lo sbarco in porti clandestini.
Nel 1843 sulla banchina di Valongo fu realizzato un terrapieno dello spessore di 60 centimetri per la costruzione di un nuovo ancoraggio, destinato ad accogliere la principessa Teresa Cristina, futura moglie di D. Pedro II. Il molo fu poi ribattezzato Cais da Imperatriz. Ma anche questo sarebbe stato seppellito nel 1911, durante la riforma urbanistica intrapresa dal sindaco Pereira Passos.

## Riscoperta
Nel 2011, durante gli scavi effettuati nell'ambito dei lavori di rilancio dell'area portuale di Rio de Janeiro, sono stati scoperti i due moli, Valongo e Imperatriz, uno sopra l'altro e, insieme ad essi, un gran numero di amuleti e oggetti di culto provenienti da Congo, Angola e Mozambico. IPHAN e la città di Rio de Janeiro hanno richiesto l'iscrizione del sito archeologico del molo nella lista provvisoria del patrimonio dell'umanità dell'UNESCO. Il molo è stato poi ufficialmente designato Patrimonio dell'Umanità nel 2017.